# Дашница (река)
Дашница је десна притока реке Саве у Семберији у североисточној Републици Српској, БиХ. Настаје од изворишне челенке Дашничких потока у простору Јањара и Обрежја на надмоској висини од 170 метара. 
Дужина тока износи 39 km, а површина слива 199 km². Дашница утиче у Саву 12 km узводно од Раче на надморској висини од 80 метара.